# J. Craig Venter Institute
|  | Dieser Artikel wurde aufgrund von formalen oder inhaltlichen Mängeln in der Qualitätssicherung Biologie zur Verbesserung eingetragen. Dies geschieht, um die Qualität der Biologie-Artikel auf ein akzeptables Niveau zu bringen. Bitte hilf mit, diesen Artikel zu verbessern! Artikel, die nicht signifikant verbessert werden, können gegebenenfalls gelöscht werden. Lies dazu auch die näheren Informationen in den Mindestanforderungen an Biologie-Artikel. |

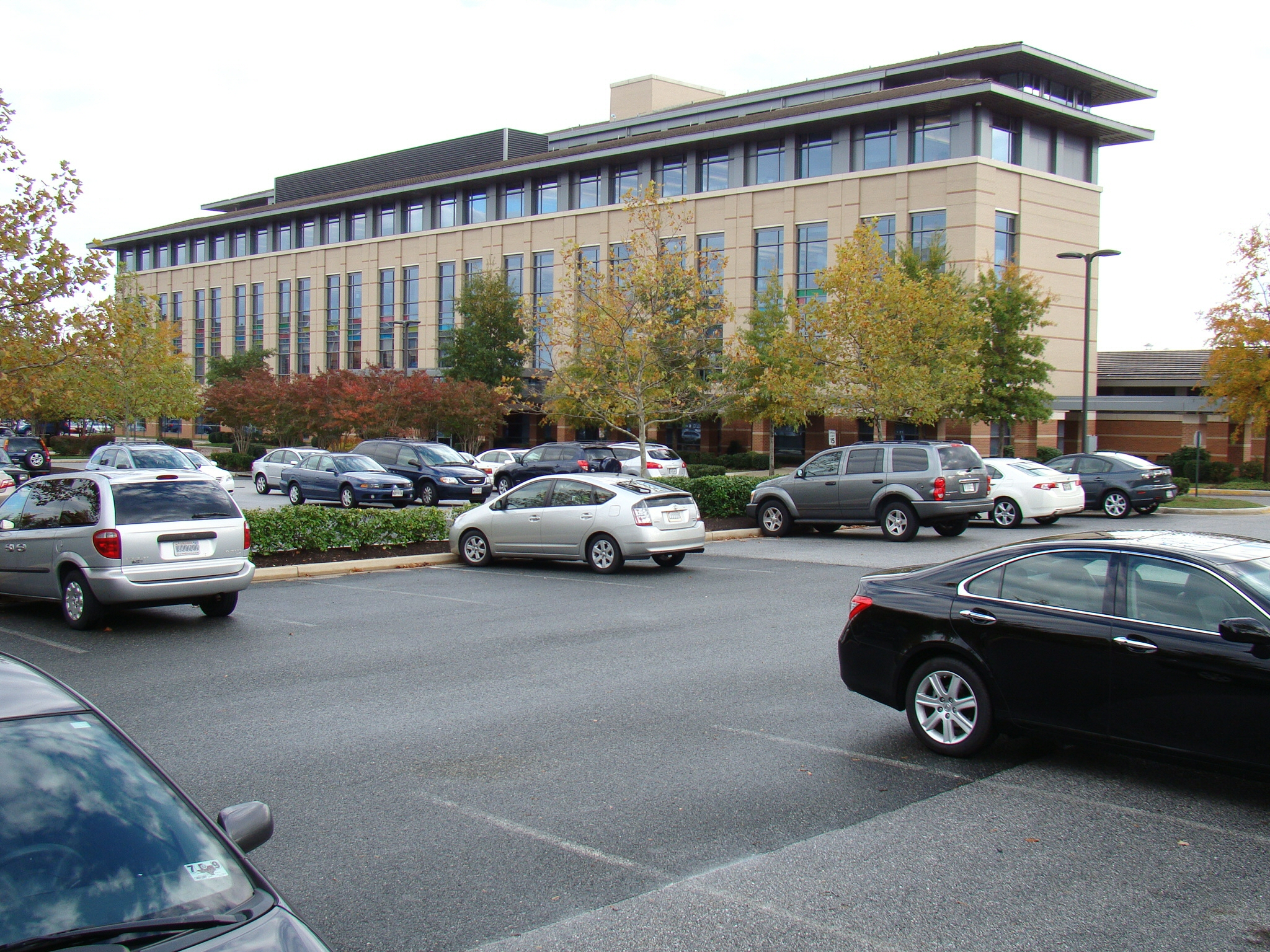
J. Craig Venter Institute, Rockville, Maryland

J. Craig Venter Institute ist ein Institut zur Untersuchung des Genoms von Lebewesen. Es wurde im Oktober 2006 von J. Craig Venter gegründet. Es entstand durch die Zusammenführung der Institute
- The Center for the Advancement of Genomics (TCAG),
- The Institute for Genomic Research (TIGR),
- Institute for Biological Energy Alternatives (IBEA),
- J. Craig Venter Institute Joint Technology Center (JTC).

Es hat zwei Standorte in Rockville, Maryland, und La Jolla, Kalifornien.
Unter anderem war das Institut am Humangenomprojekt beteiligt. Zu seinen Pionierleistungen gehörte u. a. die erstmalige vollständige Sequenzierung des Genoms eines Lebewesens, des Bakteriums Haemophilus influenzae, im Jahre 1995. Einer Forschergruppe des Instituts gelang 2007 zudem erstmals, das Erbmaterial eines Bakteriums komplett synthetisch herzustellen, das als Mycoplasma genitalium JCVI-1.0 bezeichnet wurde.